# Элара (предприятие)
Акционерное общество «Научно-производственный комплекс „Элара“ имени Г. А. Ильенко» — российское предприятие, выпускающее электронные приборы для гражданской и военной отраслей. Основано в 1970 году, расположено в городе Чебоксары. Генеральный директор АО «Элара» — Андрей Углов (с 2011).
На предприятии проводится конверсия производства, осваиваются новые виды продукции: изготовление приборов для автомобильной промышленности, производство систем управления для АЭС и др.
Прежнее наименование — ОАО ЧНППП «Элара». АО «Элара» включено в федеральный перечень системообразующих предприятий (2021).
Из-за вторжения России на Украину предприятие внесено в санкционный список всех стран Евросоюза, США, Японии и некоторых других стран.

## История

### До 1991
Впервые о создании в Чувашии нового оборонного завода заговорили в 50-е годы XX века. В Главном управлении планировки и застройки городов Министерства коммунального хозяйства РСФСР 22 июня 1958 года состоялось совещание, на котором рассматривался вопрос о размещении в Чебоксарах объекта А-174 (так сначала обозначали будущий завод). Два года спустя, в ноябре 1960 года, председателем Чувашского Совнархоза Н. А. Оболенским было утверждено задание на проектирование завода, а в ноябре 1961 года с Государственным Союзным проектным институтом № 10 (ГСПИ-10) был подписан договор на разработку этого проекта.
В июле 1965 года вышло Постановление ЦК КПСС и Совета Министров СССР, а в августе — приказ министра авиационной промышленности СССР П. В. Дементьева. На основании данных документов ГСПИ-10 приступил к разработке комплексного проектного задания на строительство приборостроительного завода в Чебоксарах.
К лету 1967 года комплексное проектное задание было выполнено, и после экспертизы его утвердил заместитель министра авиационной промышленности СССР В. А. Казаков.
Строительство завода было начато в 1968 году. А 09 февраля 1970 года министр авиационной промышленности СССР П. В. Дементьев издал приказ, согласно которому Чебоксарский приборостроительный завод (ЧПЗ) следовало считать действующим предприятием.
С 1970 по 1993 год директором Чебоксарского приборостроительного завода был Глеб Андреевич Ильенко. Костяк будущей команды завода составили специалисты Уфимского приборостроительного завода. Восемь «уфимцев» откликнулись на приглашение Глеба Ильенко приехать в Чебоксары. У предприятия были свой пионерский лагерь — «Лесная сказка».

### С 1991
С началом 90-х годов, когда в стране началось разрушение авиационной промышленности, на заводе работали 10 тысяч человек. Не было заказов. Г. А. Ильенко заводские площади и оборудование разделил по технологическому признаку, создал частные фирмы. Была произведена диверсификация производства — предприятие расширило ассортимент, освоило новые виды продукции гражданского назначения.
В 1993 году завод был приватизирован и преобразован в ОАО «Чебоксарское научно-производственное приборостроительное предприятие „Элара“» (ОАО ЧНППП «Элара»). Площади на предприятии были переданы частным лицам — в том числе частным фирмам, зарегистрированным на имя членов семьи Ильенко (ООО «Элоника», ООО «Эла»).
В 2003 году ОАО «Чебоксарское научно-производственное приборостроительное предприятие „Элара“» и ОАО «Московский научно-производственный комплекс „Авионика“» подписали соглашение о слиянии контрольных пакетов своих акций. «Элара» и «Авионика» создали управляющую компанию ООО «Элоника». Ее генеральным директором стал руководитель московской компании Вячеслав Петров. В течение последних 25 лет более 70 % спецтехники, производимой Эларой, выпускается по разработкам МНПК «Авионика».
Генеральный директор ОАО «Чебоксарский приборостроительный завод „Элара“» с 2006 по 2011 год — Аранович Анатолий Исаакович.
В 2007 году ОАО «Элара» присвоено имя первого директора Чебоксарского приборостроительного завода — Глеба Андреевича Ильенко.

## Собственники
Акционеры завода по состоянию на 1 июля 2015 года:
- Углов Андрей Александрович — 0,0152 %
- Другие миноритарные акционеры — 0,9048 %
- ОАО Концерн «Авионика» — 48,95 % (организация ликвидирована 8 августа 2019; правопреемник — АО «КРЭТ»)
- ООО «Элоника» (генеральный директор — Углов Александр Павлинович) — 50,13 %, участниками которого являются (2021):
  - Углова Татьяна Глебовна — 8,62 %
  - Сорокин Владимир Алексеевич — 0,01 %
  - Углов Александр Павлинович — 0,01 %
  - ООО «Эла» (генеральный директор — Углова Татьяна Глебовна) — 91,35 %, участниками которого являются (2021):
    - Углова Татьяна Глебовна — 35,78 %,
    - Сорокин Владимир Алексеевич — 31,15 %,
    - Ильенко Ольга Глебовна — 11,02 %,
    - Воронкова Мария Александровна — 11,02 %,
    - Углова Екатерина Александровна — 11,02 %.

Уставный капитал ОАО ЧНППП «Элара» на 2015 год составлял 105 368 рублей, разделенный на 105 368 обыкновенных, именных бездокументарных, голосующих акций номинальной стоимостью 1 рубль каждая. На 2015 год не менее половины акций акционерного общества «Научно-производственный комплекс „Элара“ им. Г. А. Ильенко» находилось под контролем семьи Угловых-Ильенко.

## Награды
- Орден «За доблестный труд» (2025)[8]
- Орден Трудового Красного Знамени
- Премия Правительства Российской Федерации в области качества (2002)[9]
- Премия Правительства Российской Федерации в области качества (2015)[10]